# Anacroneuria cochabamba
Anacroneuria cochabamba és una espècie d'insecte plecòpter pertanyent a la família dels pèrlids. El nom fa honor a la gent de Cochabamba Bolívia.

## Hàbitat
En el seu estadi immadur és aquàtic i viu a l'aigua dolça, mentre que com a adult és terrestre i volador. Es troba a Sud-amèrica a Bolívia.